# Maltezen
De Maltezen (Maltees: Maltin) zijn een etnische groep die oorspronkelijk uit Malta in de Middellandse Zee komen. Er zijn in de wereld ongeveer 700.000 Maltezen, voornamelijk op Malta (400.000), in Australië (180.000), Brazilië (58.000), Verenigde Staten (50.000) en Canada (33.000).
De meeste Maltezen hebben als moedertaal het Maltees, en in mindere mate het Italiaans of het Engels. Zij zijn bijna allemaal katholiek.

## Oorsprong
Er is onder genetici nogal wat discussie ontstaan over de oorsprong van het Maltese volk. Sommigen menen dat ze vooral Siciliaans bloed hebben, anderen Arabisch bloed. Er zijn er ook die menen dat ze van de Feniciërs stammen.